# Bulolosa
Bulolosa is een geslacht van vliesvleugeligen uit de familie Pteromalidae. De wetenschappelijke naam van dit geslacht is voor het eerst geldig gepubliceerd in 1990 door Boucek.

## Soorten
Het geslacht Bulolosa is monotypisch en omvat slechts de volgende soort:
- Bulolosa bidens (Boucek, 1988)